# 槍械暴力

槍械暴力（紅色為死亡，藍色為發生）

槍械暴力（英語：gun violence）字面上指用槍械为工具实施伤害、毁损或恐吓的暴力行为，包括杀人（包括谋杀、误杀和防卫过度）、自杀、伤害、抢劫、勒索、财产破坏和公共枪击。这个词语泛用於枪支管制与持枪权之间的政策辯論，用來描述槍械作为力量乘数武器对社会所造成的傷害。
槍械暴力可大致定義為利用火器進行暴力行為及犯罪的事實；該定義可或不可包括歸類為自衛、執法或合法使用火器（训练、打靶及打獵等）发生意外伤害的枪击舉動。槍械暴力包括兩種蓄意犯罪：兇殺（儘管並非所有兇殺案都自動被視為犯罪）和以致命武器攻擊及來自火器的不當使用造成的非蓄意傷害或死亡，這種情況在未成年人居多。定義上深一層的混亂往往是在槍械「暴力」上整個統計將涉及自我蓄意造成的槍傷數據（包括自殺及企圖自殺）故意包括在內所造成的。
「槍械暴力」一詞曾被評為有傳達政策的傾向，因為該詞將罪犯在暴力攻擊中扮演的角色模糊化，反而強調他選擇哪種工具；照這種用法，若在討論汽機車撞人兇殺案時，也可使用「汽機車暴力」一詞，故是不合理的。對比之下，「槍械犯罪」一語一直為槍械管制與擁槍權政策主張人士兩者長年下來沿用，不過強調不同面相：前者強調透過頒布並堅持合理的法令來達成降低槍械暴力的目標，而後者則透過從重量刑或者其他方法支持掃除罪犯的需求。
槍械暴力在整個世界的水平差別很大，在南非和哥倫比亞發生率非常高，而泰國、瓜地馬拉及許多其他發展中國家發生率則屬高。新加坡、智利、新西蘭和其他許多國家槍支暴力水平低。美國在已開發國家之中有著最高的發生率